# Ewa Pacuła
Ewa Pacuła (znana też jako Ewa Saleta; ur. 16 grudnia 1971 w Tomaszowie Lubelskim) – polska modelka,  prezenterka i dziennikarka Polsat Café, aktorka niezawodowa.

## Życiorys
Karierę modelki rozpoczęła jako dziewiętnastolatka w 1990 roku w Stanach Zjednoczonych, co zawdzięcza swojej siostrze Joannie Pacule. Pierwsze zdjęcia Ewa miała robione właśnie w jej domu w Los Angeles. Wkrótce Ewa podpisała kontrakt z agencją modelek w Los Angeles i zaczęła prezentować na wybiegach kolekcje, m.in. Emporio Armaniego. Później podpisała kontrakt z agencją w Miami, gdzie odbywała głównie sesje zdjęciowe. Dostała propozycję pracy w Paryżu, jednak zrezygnowała i w 1993 roku wróciła do kraju, podejmując pracę modelki na rynku polskim. W Polsce najczęściej ozdabiała pokazy: Teresy Rosati, Hexeline, Anny Brodzińskiej, Xymeny Zaniewskiej, Barbary Hoff, Natalii Jaroszewskiej. Pracę prezenterki telewizyjnej rozpoczęła w drugiej połowie lat 90. w Canal+, później była gospodynią programu Warszawianka w TVN Warszawa i Dobrenocki (2009-2015) w Polsat Cafe. Grała gościnnie w serialach: Teraz albo nigdy! i Lokatorzy. W 2005 pozowała do polskiej edycji "Playboya". Ma 173 cm wzrostu.

## Programy telewizyjne
- Canal+ jako prezenterka Nie Przegap, Nigdzie Indziej.
- Warszawianka (TVN Warszawa) jako prezenterka
- Dobrenocki (Polsat Café) jako prezenterka

## Życie prywatne
Jest młodszą siostrą aktorki Joanny Pacuły.
Była żoną boksera Przemysława Salety, z którym ma córkę Nicolę (ur. 1994). W styczniu 2010 po raz drugi została matką, na świat przyszła jej córka Zuzanna. W listopadzie 2013 roku przyszła na świat trzecia córka Pola.